# Braco alemão de pelo áspero
Braco alemão de pelo áspero[Nota] (em alemão:  Deutsch Stichelhaar) é uma raça de cão originária da Alemanha e conhecida como a mais antiga desta nação. Este canino é uma variação um pouco mais rara, embora seja um visto como um exímio cão de caça, capaz de desempenhar com versatilidade diversas funções. Podendo chegar a medir os 64 cm, é classificado como um animal obediente e inteligente. Visto como cão saudável, vive em média 14 anos, embora desenvolva problemas oculares. Sua utilidade enquanto canino de trabalho vai desde a guarda à companhia.